# 片桐為次
片桐 為次（かたぎり ためつぐ、寛永18年（1641年） - 明暦元年11月6日（1655年12月3日））は、大和竜田藩の第4代（最後）の藩主。且元系片桐家4代。第3代藩主・片桐為元の長男。母は酒井忠重の娘。初代藩主片桐且元は祖父にあたる。
幼名は助作。承応3年（1654年）、父の死去により跡を継ぐが、翌年11月6日に15歳で死去した。嗣子がなく、竜田藩は無嗣改易となった。
明暦2年（1656年）2月19日、家系は旧勲により弟の且昭（かつてる）に名跡相続が許され、旗本（3000石）として続く。しかし、且昭も嗣子がなく、さらに小泉藩主片桐貞昌の次男片桐貞明の子貞就（さだなり）を迎えたが、貞就にも嗣子がなく、且元系片桐家は断絶した。